# Abdel Hakim Amer
Abdel Hakim Amer (n. 11 decembrie 1919, Astal⁠(d), Al Minya, Egipt – d. 14 septembrie 1967, Cairo, Egipt) a fost un general și lider politic egiptean. 

## Cariera militară

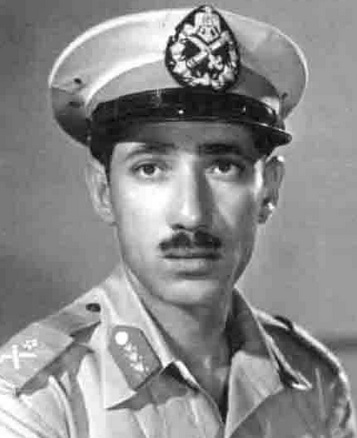
Amer in 1955

Amer a servit în Războiul arabo-israelian din 1948, a participat la Revoluția Egipteană din 1952 și a condus Armata Egipteană în Criza Suezului, Războiul Civil din Yemenul de Nord și Războiul de Șase Zile.
Amer a jucat un rol principal în lovitura militară care a răsturnat pe regele Farouk al Egiptului în 1952 și care l-a adus la putere pe generalul Muhammad Naguib și pe colonelul Gamal Abdel Nasser. În anul următor, lui Ameri s-a acordat funcția de șef de stat major al Egiptului, ocolind patru grade militare. În 1956, Amer a fost numit comandant-șef al comandamentului militar comun stabilit de Egipt și Siria. El a condus, de asemenea, forțele egiptene împotriva forțelor israeliene și aliate britanice-franceze în timpul Războiului Suezului din 1956. După ce s-au încheiat luptele, Amer l-a acuzat pe Nasser, că a provocat unui război inutil și că apoi a învinuit armata pentru rezultat.
În martie 1964, Amer a fost numit primul vicepreședinte al lui Nasser și comandant suprem adjunct, având puterea de a conduce țara timp de 60 de zile dacă președintele era în incapacitate. Cariera deosebită al lui Amer s-a încheiat brusc după înfrângerea zdrobitoare a Egiptului de către Israel în Războiul de Șase Zile din iunie 1967. 
Mulți istorici au afirmat că multe eșecuri ale armatei egiptene în războiul din 1967 pot fi imputate lui Amer. Acest lucru se datorează faptului că controlul lui Amer asupra unității militare egiptene era în conformitate cu politica generală a liderului Gamal Abdel-Nasser, unde instituțiile guvernamentale erau conduse de cei mai loiali. În plus, Egiptul (cu sprijinul sovietic) lupta în aceea vreme cu saudiții, în Războiul Civil din nordul Yemenului (1962-1970), Nasser sprijinind Republica Arabă Yemen împotriva regalistilor sprijiniți de Vest și de Arabia Saudită, considerată a fi cheia înfrângerii Egiptului în războiul din Orientul Mijlociu din 1967; deoarece aproape jumătate din Corpul ofițerilor din Egipt pregătiți în occident (mai ales în Marea Britanie la Academia Militară Sandhurst) se aflau în Yemen în momentul atacului  israelian inițial asupra Egiptului.
Când Amer a auzit despre căderea Abu Ageila și ocuparea sa de către Israel, s-a panicat și a ordonat tuturor unităților din Sinai să se retragă. Acest ordin a însemnat efectiv înfrângerea Egiptului. La scurt timp după încheierea Războiului de Șase Zile, el a fost eliberat de toate funcțiile sale și forțat să se pensioneze anticipat.

## Arestare, judecare și deces
După înfrângerea Egiptului în Războiul de Șase Zile, Abdel Hakim Amer s-a întors împotriva lui Nasser și se pare că complota împotriva acestuia. A fost arestat, dar înainte de proces s-a sinucis. 